# Асфоделина крымская
Асфоделина крымская (лат. Asphodeline taurica) — многолетнее растение, вид рода Асфоделина (Asphodeline) семейства Асфоделовые (Asphodelaceae).

## Название
Видовое название «крымская» растению дано по месту описания вида — с Крымского полуострова.

## Ботаническое описание

### Морфология
Травянистое растение высотой 40—60 см. Корневые мочки тонкие. Стебель не ветвистый, густо покрыт до самого соцветия линейно-шиловидными листьями. Листья стеблеобъемлющие, шириной 1—2 мм, с широкими плёнчатыми влагалищами.
Цветёт в мае. Соцветие — простая кисть длиной 25—30 см, очень густая. Имеет серебристый цвет из-за крупных плёнчатых прицветников (яйцевидных, с длинным остроконечием), скрывающих цветки. Цветки крупные, белые, листочки околоцветника длиной около 2 см.
Плоды — почти шаровидные коробочки с черноватыми, продолговато-трёхгранными семенами длиной около 5 мм.

### Экология и распространение
В России встречается в Краснодарском и Ставропольском краях, Карачаево-Черкесии и в Крыму. За пределами России — на севере Армении, юге Грузии, Малой Азии и на Балканах.
Редкий вид с узкой экологической приуроченностью: растёт на сухих каменистых и щебнистых известняковых склонах. Занесён в Красную книгу России.

## Применение
Растение декоративное, но в культуре малоизвестно. Может использоваться для декоративного оформления каменистых горок.